# 伯格 (姓氏)
伯格, 伯杰, 贝热, 贝格尔 或者 貝加（Berger）可以指：

## 人物
- 约翰·伯格（英語：John Peter Berger，1926年11月5日－2017年1月2日），英国艺术评论家、小说家、画家和诗人。
- 加赫特·貝加（英語：Gerhard Berger，1959年8月27日－），退休的奥地利 F1 赛车手。
- 彼得·路德維希·柏格（英語：Peter Ludwig Berger，1929年3月17日－2017年6月27日），美国社会学家。
- 派崔克·貝加（捷克語：Patrik Berger，1973年11月10日－），捷克足球运动员。
- 彼得·贝格尔（德語：Peter Berger，1949年10月16日－），德国男子赛艇运动员。
- 阿尔弗雷德·贝格尔（德語：Alfred Berger，1894年8月25日－1966年6月11日），奥地利男子花样滑冰运动员。
- 扬·贝格尔（捷克語：Jan Berger，1955年11月27日－），捷克前男子足球运动员。
- 托雷·贝格尔（挪威語：Tore Berger，1944年11月11日－），挪威男子皮划艇运动员。
- 山迪·柏格（英語：Samuel Richard Berger，1945年10月28日－2015年12月2日），美国政治顾问。
- 马克·伯杰（英語：Mark Berger，1943年5月14日－），美国音频工程师。
- 埃尔曼·乔治·贝热（法語：Herman Georges Berger，1875年8月1日－1924年1月13日），法国男子击剑手。

|  | 本页或本分段罗列了姓氏为「伯格 (姓氏)」的人物。 如果是一个指代特定个人的内链将您引导到本页，請考慮修正該人物的名字以將链接指向正確的條目。 |